# Consiglio regionale della Piccardia
Il Consiglio regionale della Piccardia (in francese Conseil régional de Picardie, in piccardo Consièl régional ed Picardie) è stata l'assemblea deliberativa della regione francese della Piccardia fino al 31 dicembre 2015, in seguito all'annessione della regione al Nord-Passo di Calais per formare la nuova regione dell'Alta Francia.
Il suo ultimo presidente è stato Claude Gewerc (PS), eletto il 2 aprile 2004.